# Jinn
Un jinn, de vegades dit geni, (àrab: جن, jinn, plural جنون, junūn, mot segurament emparentat amb el llatí genius, ‘Genius’) és una criatura sobrenatural citada en la religió islàmica, on se la presenta com la tercera raça creada per Déu, de rang inferior als àngels. Els jinns són esmentats en l'Alcorà, per exemple a la sura La caverna: «Quan Nós vam dir als àngels: “Prosterneu-vos davant d'Àdam [Adam]”. Ells ho van fer, llevat d'Iblís [el gran dimoni], que era un geni gin i no va voler obeir l'ordre del seu Senyor.»[Alcorà 18:50 (traduït per Míkel de Epalza)]
Els jinns són descrits com una espècie amoral, no necessàriament maligna, i solen ser bromistes i engalipadors en les seves formes més benignes de comportament. Estan presents en els contes i llegendes de la zona d'influència de l'islam, tot i que és pràcticament segur que l'extensió de l'Alcorà va imposar un mateix nom a moltes manifestacions diferents pròpies dels països islamitzats, anteriors a la islamització.
D'aquesta manera, en llocs on el mazdeisme va dominar abans que l'islam, els jinns són protagonistes de diverses pràctiques màgiques allunyades de l'ortodòxia sunnita; per als beduïns, són temptadors del desert i lladres nocturns; i per als musulmans de l'Índia i el Pakistan són molestos invasors de la llar que s'han d'expulsar mitjançant unes sures concretes de l'Alcorà i una cerimònia semblant a l'exorcisme cristià.
Els jinns tenen una miríada d'atributs a causa de l'efecte aglutinant que va tenir l'extensió de l'Alcorà sobre les llegendes i supersticions locals dels pobles islamitzats. Poden transformar-se en animals petits, travessar parets sòlides sense deixar de poder tocar coses materials i éssers vius, moure's a grans velocitats, transfigurar-se en éssers humans per suplantar a familiars i coneguts, etcètera. L'estat normal d'un jinn és invisible per als humans, ja que Déu va proporcionar-los moltes habilitats, però els dificultà així que els humans s'hi poguessin relacionar normalment. Segons la tradició, al final dels dies això s'invertirà i seran els humans qui podran veure'ls. Els jinns tenen dinasties i jerarquies comparables a la demonologia cristiana.

## Etimologia

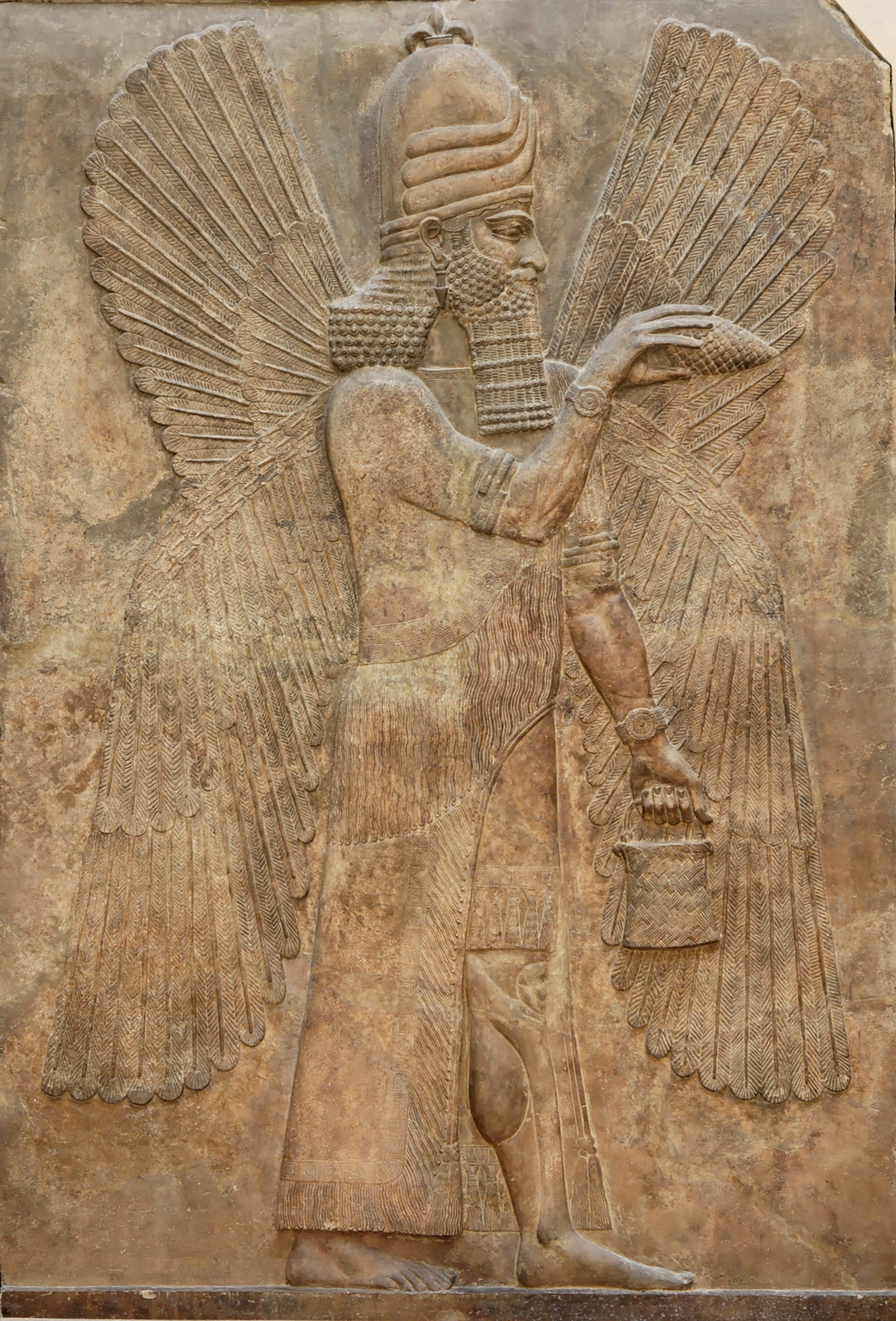
Un geni alat, amb galleda i con, que representa una entitat semidivina, probablement un precursor de les divinitats tutelars preislàmiques que es van convertir en els genis de l'Islam. Relleu del mur nord del palau del rei Sargon II a Dur Xarrukin, 713–716 aC.

Jinn és un substantiu col·lectiu àrab que deriva de l'arrel semítica j-n-n, el significat principal de la qual és «amagar» o «adaptar». Alguns autors interpreten que la paraula significa, literalment, ‘éssers que estan ocults als sentits’. Els cognats inclouen l'àrab majnūn (مَجْنُون, ‘posseït’ o, generalment, ‘boig’), janna (جَنَّة, ‘jardí’, ‘edèn’ o ‘cel’) i janīn (جَنِين, ‘embrió’). Jinn es tracta correctament com a plural (no obstant això, en àrab clàssic, també pot aparèixer com a jānn, àrab: جَانّ), amb el singular jinnī (àrab: جِنِّيّ).
L'origen de la paraula jinn segueix sent incert. Alguns estudiosos relacionen el terme àrab jinn amb el llatí genius, un esperit guardià de persones i llocs de la religió romana, com a resultat del sincretisme característic de l'Imperi Romà sota August i Tiberi, però no tots els estudiosos hi estan d'acord. Els partidaris argumenten que tant els genis romans com els genis àrabs es consideren deïtats menors que habiten els santuaris, arbres locals o fonts i les persones o famílies. El mot arameu ginnaya (ܓܢܝܐ), amb el significat de ‘deïtat tutelar’, amb atribucions similars, és un altre possible origen del terme jinn.

## Època preislàmica

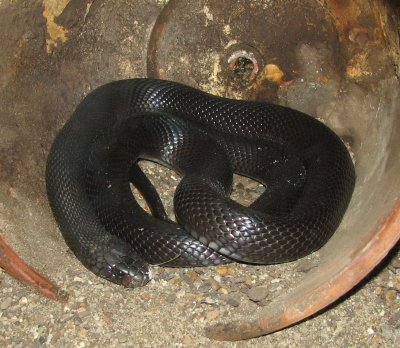
Una Walterinnesia aegyptia. Les serps són els animals més freqüentment associats amb jinns. Es creu comunament que les serps negres són jinns malvats, mentre que les serps blanques es considera jinns benignes.

Els orígens exactes de la creença en jinns no estan del tot clars. La creença en jinns a la religió àrab preislàmica està testimoniada no només per l'Alcorà, sinó també per la literatura preislàmica del segle vii. Alguns estudiosos de l'Orient Mitjà sostenen que es van originar com a esperits malèfics que resideixen en deserts i llocs impurs, que sovint van adoptar les formes d'animals; altres sostenen que originalment eren divinitats de la naturalesa pagana que gradualment es van anar marginant a mida que altres divinitats tenien més importància.

### Por i veneració
Els jinns ja eren adorats per molts àrabs durant el període preislàmic. Julius Wellhausen va observar que sovint es pensava que els jinns «habitaven o perseguien llocs desolats, foscos i bruts del desert». Per aquest motiu, se'ls considerava responsables de diverses malalties i trastorns mentals.
Al-Jàhidh atribueix als àrabs preislàmics la creença que la societat dels jinns constitueix diverses tribus i grups, anàlegs a la cultura àrab preislàmica. Un jinn també podia protegir, casar-se, segrestar, posseir i matar persones. Tot i ser invisibles, es considera que els genis tenen cossos (ajsam). Tal com els descriu Zakariyya al-Qazwiní, es troben entre els animals, juntament amb els humans, bèsties carregades (com els cavalls), el bestiar, les bèsties salvatges, els aus i els rèptils.
Els jinns també es coneixen com a «canvia-formes», sovint assumint la forma d'un animal, tot preferint la forma d'una serp. Altres animals ctònics considerats com a formes de jinns inclouen els escorpins i els llangardaixos. Tant els escorpins com les serps han estat venerats a l'antic Pròxim Orient. Tanmateix, quan canvien a una forma humana, es diu que es mantenen en part animals i no són completament humans. Encara que el poder dels jinns acostuma a superar el dels humans, és concebible que un home pogui matar un jinn en un combat individual, però era temut per atacar sense ser vist. Algunes fonts fins i tot parlen de jinns assassinats deixant enrere una carcassa semblant a una serp o un escorpí.

### Poesia i endevinació
Malgrat que sovint eren temuts o inspiraven temor, els jinns també podien fer-se amics dels humans o tenir sentiments romàntics per ells. Segons la creença àrab comuna, els endevins, els filòsofs preislàmics i els poetes estaven inspirats per jinns.
Es diu que la poesia del poeta àrab al-Aixà estava inspirada per un amic anomenat Mishal («daʿawtu khalīlī Misḥalan») que, a més, l'anomena el seu germà jinn («akhī ʾl-jinnī»). De forma similar, el poeta Thàbit (m. 54/674), que més tard es va convertir a l'islam i va ser conegut com «el poeta del Profeta», es va referir al seu amic jinn com el seu «germà vident dels jinns» («wa-akhī min al-jinn al-baṣīr»). La relació entre els genis i els humans també pot ser de naturalesa romàntica. Segons una famosa història àrab, el jinn Manzur es va enamorar d'una dona humana anomenada Habba. Se suposa que li va ensenyar les arts de la curació.
La relació mútua entre jinns i humans és diferent de la d'un jinn i un endeví (kàhin). L'endeví es presenta com algú que està totalment controlat per l'entrada dels jinns. L'endeví era consultat per revelar informació oculta o resoldre disputes, ja que es creia que els jinns, que parlaven a través d'ell, revelaven coneixements ocults.

## Islam

### Alcorà

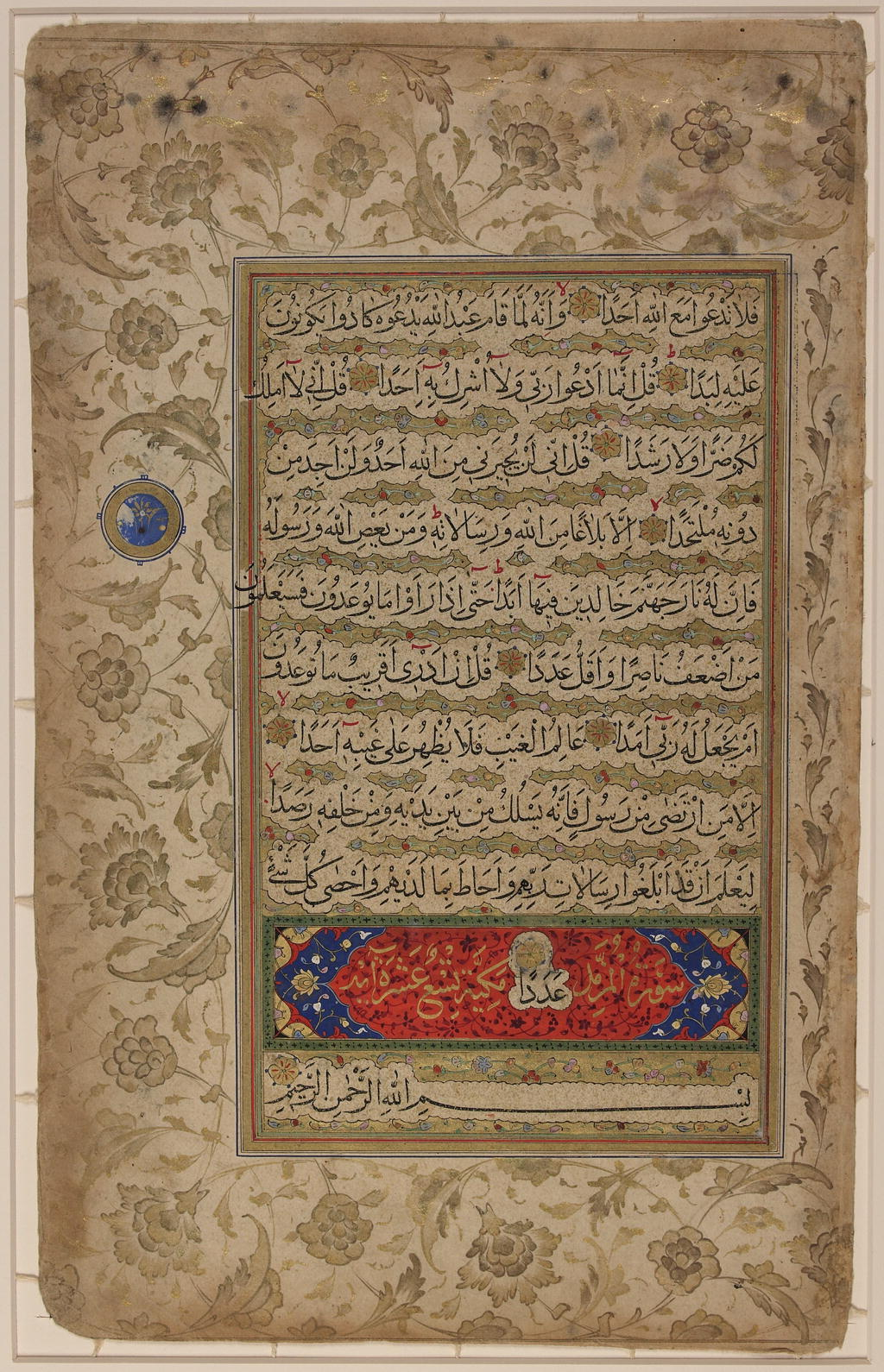
El capítol 72 de l'Alcorà titulat Al-Jinn (Els jinns), així com l'encapçalament i la introducció Bàsmala del següent capítol titulat al-Muzzammil (L'Envoltat)

Els jinns s'esmenten unes 29 vegades a l'Alcorà, només en sures revelades a la Meca. L'Alcorà assumeix que l'audiència està familiaritzada amb el tema sense aprofundir més en els jinns. Segons l'aleia 51:56, Mahoma va ser enviat com a profeta tant a les comunitats humanes com a les de jinns, i al llarg de la història s'han enviat tant profetes com missatgers a ambdues comunitats.
A tot l'Alcorà, els humans i els jinns (al-ins wa-l-jinn) apareixen freqüentment com a iguals pel que fa a la seva creació i s'hi rebutja que els jinns comparteixin la condició divina amb el Creador. El terme ins deriva de anisa , que significa ‘estar familiaritzat amb’, i fa referència a que els éssers humans són familiars reconeixibles entre ells. En canvi, el terme jinn es refereix a éssers antropomòrfics forans, invisibles o desconeguts, que tanmateix estan subjectes a les mateixes consideracions que els primers.p. 101 Tots dos van ser creats per adorar Déu (Alcorà 51:56). Com que se suposa que han d'adorar Déu des del lliure albir, tots dos són capaços de fer bones i dolentes accions (Alcorà 7:179, 55:56). Són, com els humans, éssers racionals formats per nacions (Alcorà 7:38).
La sura 72, «Al-Jinn» tracta de la revelació als jinns. La mateixa sura distingeix entre els genis justos, d'una banda, i els genis maliciosos, de l'altra. Els jinns no poden perjudicar ni beneficiar els humans, ja que estan ocupats en ells mateixos i el seu propi lloc al cosmos. Això contrasta notablement amb els dimonis i els diables de la tradició judeocristiana. L'Alcorà no condemna els jinns com a font de dany, sinó que se'ls consideri éssers que mereixen ser venerats (Alcorà 72:6).p. 41 Els jinns i els humans són culpables d'atribuir atributs divins a altres criatures, és a dir, als jinns; els jinns a ells mateixos i els humans als jinns.p. 41p. 102
En el relat alcorànic, malgrat les similituds entre humans i jinns, estableix diferències importants entre les dues espècies. Mentre que els humans estan fets d'«argila» o «brutícia», els jinns es van crear a partir de «foc sense fum» (Alcorà 15:27, 55:15), que és possiblement la raó per la qual se'ls atribueixen algunes habilitats extraordinàries, com ara la invisibilitat, la transformació i l'ascens a l'aire com els diables (Alcorà 72:8). Malgrat alguns poders sobrehumans, els jinns no ocupen una posició fonamentalment diferent a l'Alcorà que els humans. Com els humans, no tenen coneixement del futur. Com els humans, els jinns s'enfronten a limitacions epistèmiques pel que fa a allò «amagat» o «ocult» i han de confiar en els missatgers de Déu i enfrontar-se al judici escatològic.

### Exegesis

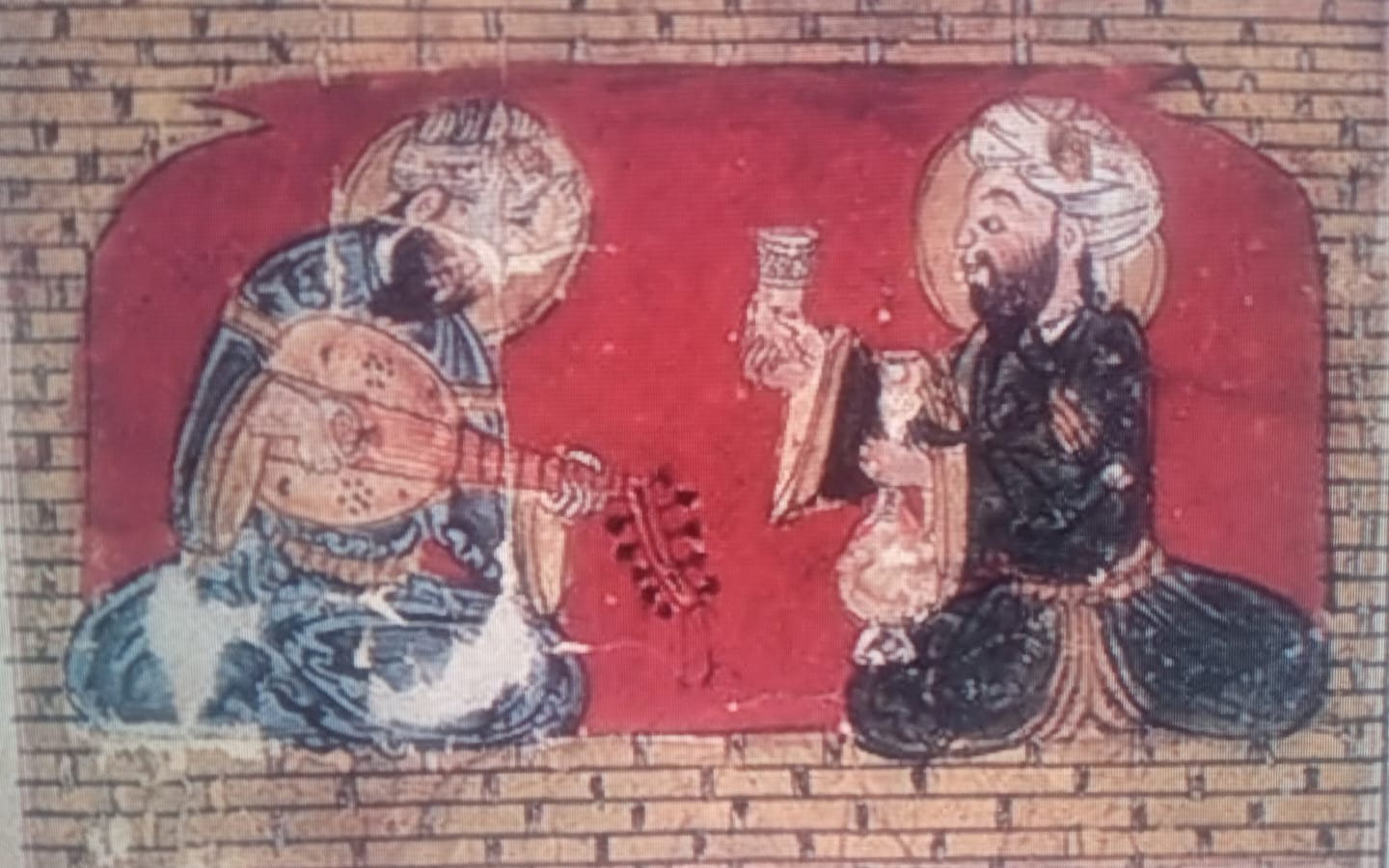
El cantant Ibrahim i el jinn. Ibrahim ha estat empresonat pel seu mestre Muhammad al-Amin i visitat per un jinn disfressat d'home vell. El jinn li ofereix menjar i beguda i està tan impressionat per la veu d'Ibrahim que convenç a Muhammad d'alliberar-lo.

En la interpretació de l'Alcorà, el terme jinn es pot utilitzar de dues maneres diferents:p. 12
1. Un ésser invisible específic, descendent d'Abu-Jann, ‘pare del geni’, considerat, juntament amb els humans, thaqalan, és a dir, responsable dels seus actes, creat a partir de «foc i aire» (àrab: مَارِجٍ مِن نَّار, mārijin min nār).[48]
2. Qualsevol objecte que no pugui ser detectat pels òrgans sensorials humans, inclosos els àngels, els diables i l'interior (espiritual) dels éssers humans.[48][49]

La creença en els jinns no està inclosa entre els sis articles de fe islàmica, com ho està la creença en els àngels. No obstant això, molts erudits musulmans, inclòs l'estudiós hanbalita Ibn Taymiyya i l'estudiós zahirista Ibn Hazm, creuen que són essencials per a la fe islàmica, ja que s'esmenten a l'Alcorà. En general, la majoria dels estudiosos musulmans accepten que els jinns poden posseir els individus. Es considera que aquesta creença forma part de les doctrines (aqida) de la «gent de la Sunna» (ahl as-sunna wa-l-jamaa) en la tradició aixarita.p. 68 Els estudiosos atharites ibn Taymiyya i ibn Qayyim estan d'acord en aquest aspecte. D'entre les escoles de teologia sunnites, només els maturidites semblen debatre sobre la possessió. Al-Rustughfaní va considerar impossible la possessió per part dels jinns.
Al-Maturidí se centra en la dinàmica entre els jinns i els humans a partir de l'aleia 72:6. Afirma que buscar refugi entre els jinns augmenta la por i l'ansietat, però no a causa dels jinns, sinó a causa de la dependència psicològica de l'individu cap als poders externs. Amb això, es refereix a buscar refugi entre els jinns com una forma de xirk, a causa de la confiança en una cosa creada en lloc de confiar exclusivament en Déu.p. 23
Encara que els jinns apareixen freqüentment a la literatura sufí hagiogràfica i mai es posa en dubte la seva existència, no tenen cap paper important en la cosmologia sufí. A causa de les seves similituds amb els humans, no funcionen ni com a model a seguir (com els àngels) ni com a temptadors del jo inferior (com Satanàs) i apareixen sobretot en anècdotes poètiques.

### Folklore

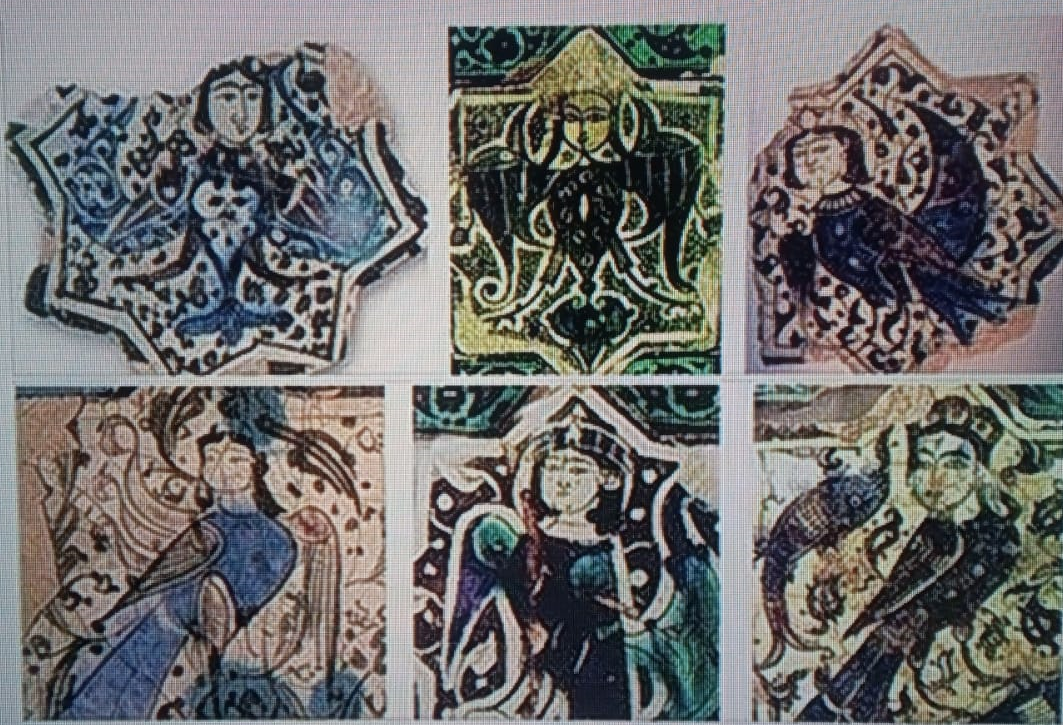
Exemples de jinns alats representats en rajoles seljúcides del de Kubad Abad.

Els jinns van ser adoptats per la cultura islàmica a partir del moment en què l'Alcorà afirma la seva existència. Tot i que amb relació a les representacions, es distingeix entre petita tradició (folklore) i gran tradició (islam oficial), amb finalitats d'investigació, ambdues representacions són en gran part el mateix.
L'Alcorà no considera que els éssers mitològics aliens siguin diables, sinó entitats a les quals s'atribueix, erròniament, poder diví. Per tant, els jinns són considerats una tercera classe d'éssers invisibles, sovint neutres o moralment ambigus, no equiparats en conseqüència amb els diables. Això va permetre que l'islam integrés moltes creences locals sobre esperits i deïtats de l'Iran, l'Àfrica, Turquia i l'Índia en un marc monoteista sense demonitzar-les. Per tant, els jinns existeixen al costat d'altres entitats mitològiques com ara els dimonis (dēw) i les fades (parī).
L'actitud moral dels jinns s'acostuma a associar amb la seva religió. Els jinns bons solen ser considerats jinns musulmans, mentre que el jinn no creient hauria estat temptat per dimonis (xayatín) i s'anomena jinn kàfir. A més de l'islam, també podien practicar el cristianisme i el judaisme. Els jinns bons poden ensenyar a la gent lliçons de moral i poden ser benèvols, o ajudar a persones espirituals, com ara els xamans (kam) a l'Àsia Central o els curanderos espirituals al Senegal.
Es creu que la majoria del temps els jinns no interfereixen amb els humans i viuen sobretot en llocs desolats o abandonats. Això és, per exemple, evident a partir de la frase turca İn Cin top oynuyor, ‘El jinn juga a pilota’. És només quan estan enfadats o quan són molestats (per exemple, si els trepitgen els fills o se'ls llença aigua calenta) que es vengen dels humans. Per aquesta raó, molts musulmans diuen destur (‘permís’), abans de fer alguna cosa que accidentalment pugui fer mal als jinns, com ara ruixar aigua calenta en terrenys públics o als arbustos. D'aquesta manera es recomana als jinns que hi pugui haver que abandonin el lloc.
Els genis enfadats o dolents poden fer mal a la gent causant danys físics, malalties o prenent el control del cos d'un humà. Un humà , però, no hauria de poder ser controlat pels jinns en cap moment. En aquest sentit, per poder ser controlat, l'individu hauria d'estar prèviament en un estat de dhaïfa (àrab: ضَعِيفَة, ḍaʿĩfa, ‘debilitat (mental)’). Sentiments d'inseguretat, inestabilitat mental, amor infeliç i depressió (estar «cansat de l'ànima») són formes de daïfa. Quan es dona un cas així de possessió o control, es creu que cal un exorcisme per salvar la persona de l'agressió del jinn. Per protegir-se dels jinns, molts musulmans porten amulets amb el nom de Déu gravat. També es diu que els genis tenen por del ferro i dels llops.

## Arts visuals
Encara que hi ha molt poques representacions visuals de jinns a l'art islàmic, quan apareixen normalment es relaciona amb un esdeveniment específic o un jinn concret.
Les representacions visuals de jinns apareixen en manuscrits i la seva existència està sovint implicada en obres d'arquitectura per la presència de dispositius apotropaics, com les serps, que pretenien allunyar els mals esperits. Finalment, el rei Salomó és il·lustrat molt sovint amb jinns com a comandant d'un exèrcit que els incloïa.

### Representacions arquitectòniques

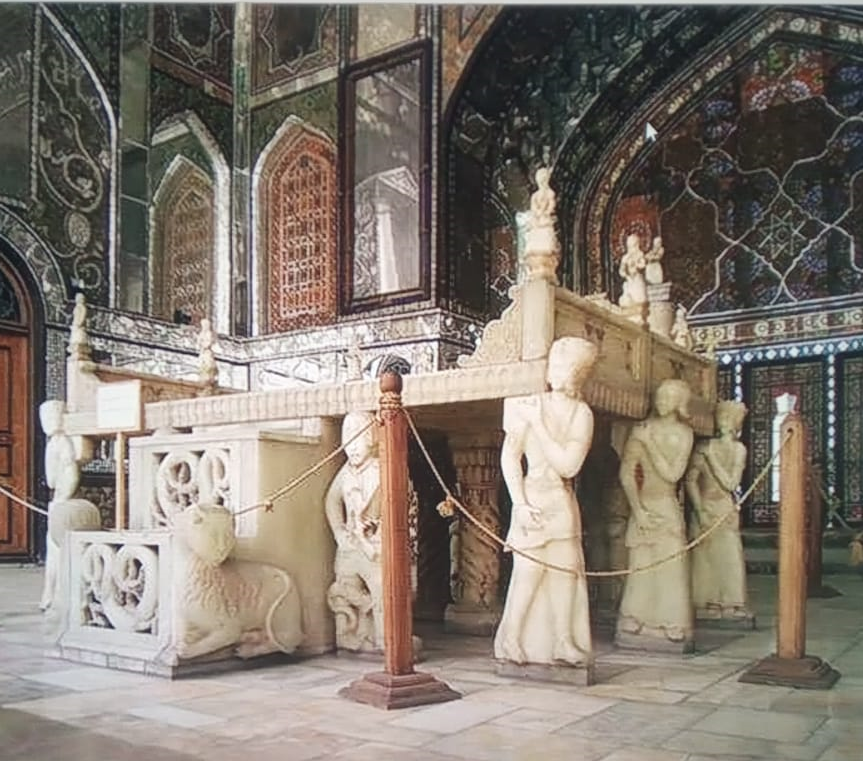
Takht-i Marmar, tron de marbre sostingut per jinns i divs (dimonis), Palau de Gulistan, Teheran, creat per a Fath Ali Shah (r. 1797–1833)

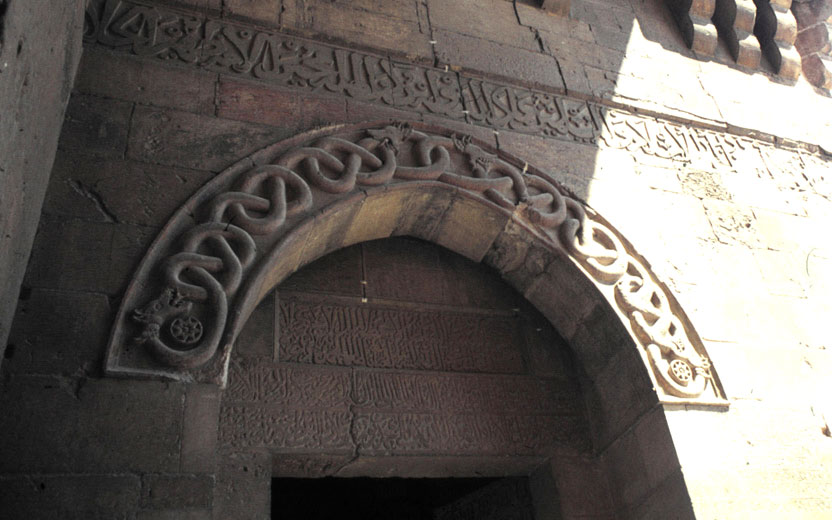
Ornamentació de serps entrellaçades sobre la porta de la Ciutadella d'Alep

A més d'aquestes representacions de jinns a prop de la reialesa, també hi havia referències arquitectòniques als jinns a tot el món islàmic. A la Ciutadella d'Alep, la porta d'entrada Bab al-Hayyat feia referència als jinns en les talles en relleu de pedra de les serps; de la mateixa manera, a la Porta de l'Aigua al Harran aiúbida hi havia dues escultures de coure de genis, que servien com a talismans per allunyar tant les serps com els genis malvats en forma de serps.
Al costat d'aquestes representacions de jinns trobades a la Ciutadella d'Alep, es poden trobar representacions de jinns al palau dels Rum seljúcides. Hi ha una gran varietat de criatures que es poden trobar a les rajoles amb la forma del segell de Salomó de vuit puntes. Entre aquests criatures hi havia els jinns, que pertanyien a l'exèrcit de Salomó. Com que Salomó afirmava tenir control sobre els jinns, també l'havia de tenir el sultà seljúcida de Rum que afirmava ser el Salomó del seu temps. De fet, una de les representacions més comunes dels genis estan al costat o en associació amb el rei Salomó. Es creia que el rei Salomó tenia vincles molt estrets amb els genis, i fins i tot tenia control sobre molts d'ells. El concepte que un governant gran i just té l'habilitat de comandar jinns és un concepte que s'estenia molt més enllà del rei Salomó; també es pensava que els emperadors, com ara Alexandre el Gran, podia controlar un exèrcit de genis d'una manera semblant. Donada aquesta associació, els jinns eren sovint vists amb Salomó en un context principesc o reial, com ara el petit jinn semblant a un animal assegut al costat del rei Salomó al seu tron que il·lustra un manuscrit il·luminat que conté l'obra Ajàïb al-Makhluqat, de Zakariya al-Qazwini, escrit al segle xiii.

### Representació en talismans

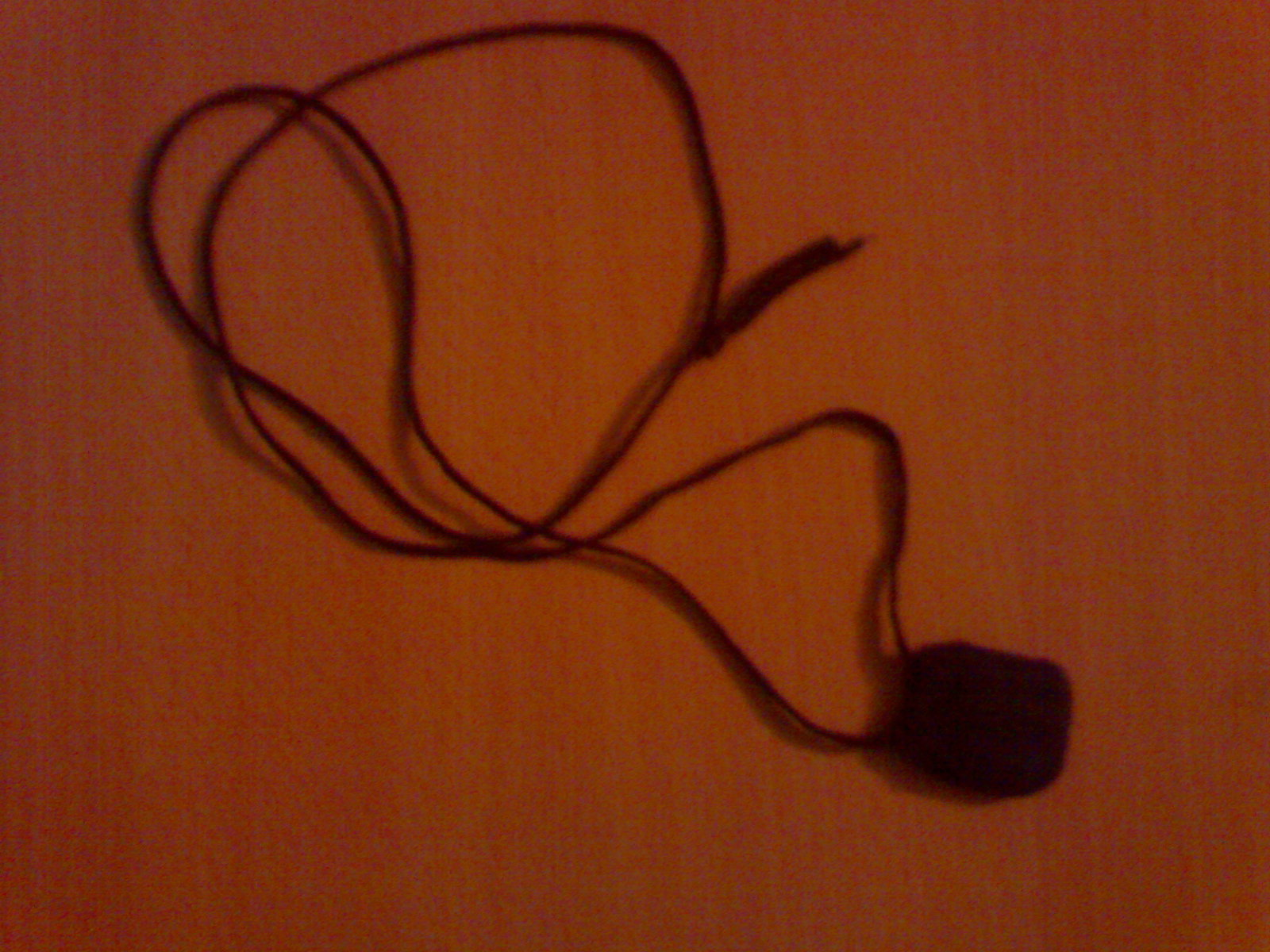
Imatge d'un talismà (tàwiz), suposadament per allunyar els jinns, el mal d'ull, la bruixeria i els dimonis.

Els jinns van tenir un impacte indirecte en l'art islàmic a través de la creació de talismans que, suposadament, protegien qui els duien dels jinns i que estaven tancats amb cuir i incloïen versos alcorànics. No era estrany que aquests talismans estiguessin inscrits amb lletres àrabs separades entre elles, ja que es pensava que la separació de les lletres afectava positivament la potència general del talismà. Es creia que un objecte que duia inscrit la paraula «Déu» (Al·lah) tenia el poder d'allunyar el mal de la persona que posseïa l'objecte, encara que molts d'aquests talismans incloïen també altres signes astrològics, representacions de profetes i narracions religioses.

## Aeronàutica

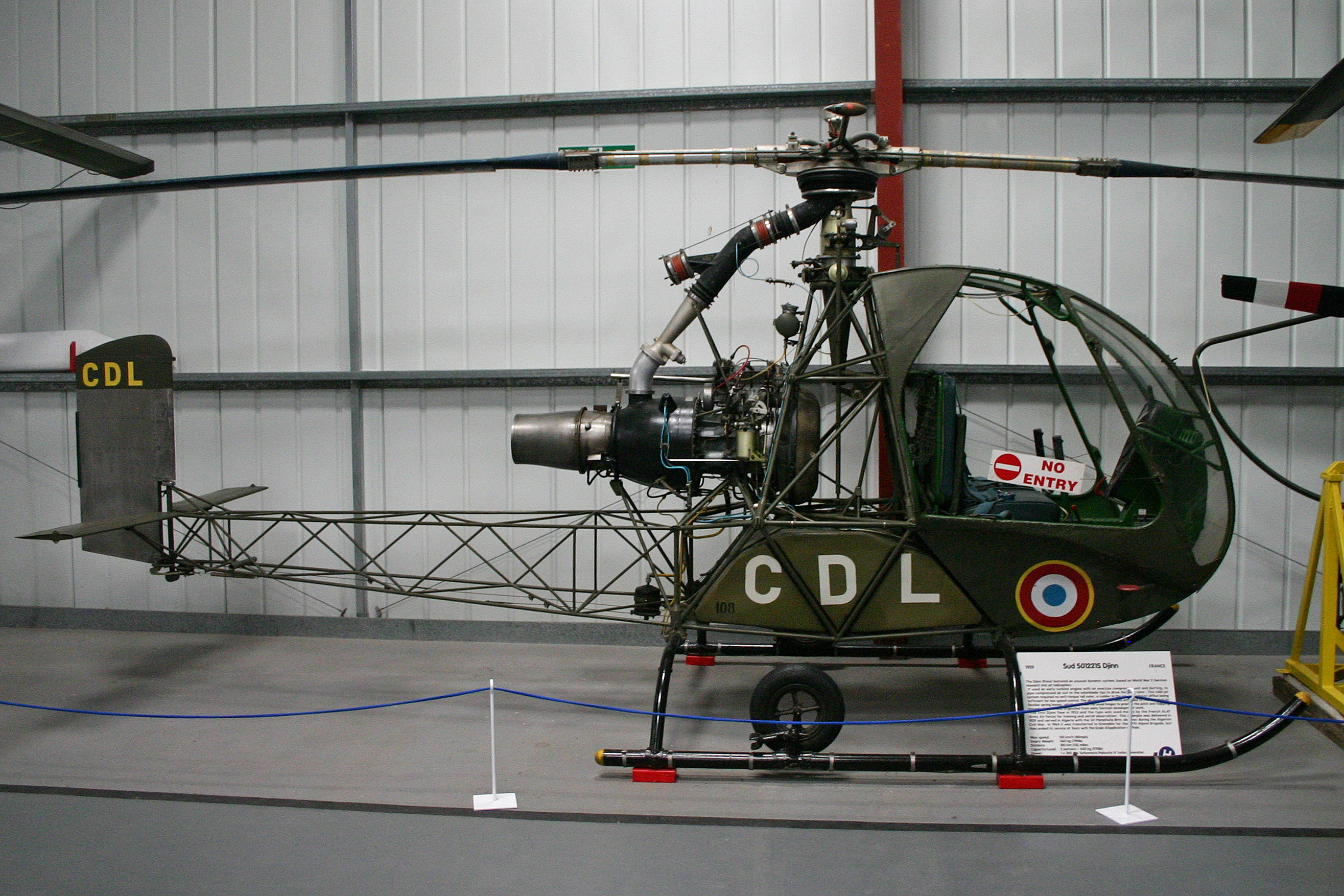
Helicòpter Djinn 108 CDL.

Djinn fou el nom escollit per a un helicòpter francès amb rotor de reacció.

## Meteorologia
Els remolins de sorra, segons algunes creences àrabs, són provocats pels jinns.